# Sanctuary – Génrejtek (Sanctuary – Génrejtek)
A Sanctuary – Génrejtek (Sanctuary For All) a Sanctuary – Génrejtek című kanadai sci-fi-fantasy televíziós sorozat első évadjának első és második epizódja.

## Ismertető
|  | Alább a cselekmény részletei következnek! |

A rendőrséget csendháborítás miatt riasztják egy házba. A rendőrök a megadott címen bevándorló család meglehetősen ideges tagjait találják. A lakásba lépve látják, hogy egy holttest fekszik a földön, és az egyik szobában egy rémült kisfiút találnak az ágy alatt. A rendőrök egyike megközelíti a fiút, hogy segítsen rajta, ám a közelébe kerülve egy nyúlvány vágódik ki a fiú mellől és homlokon találja a rendőrt, aki azonnal meghal, majd a másik következik.
Dr. Will Zimmermant, az FBI-tól kibukott törvényszéki szakértőt hívják a helyszínre. Ő különleges megfigyelői képességei segítségével felméri a helyszínt, és kétségbevonja Kavanaugh nyomozó állítását az elkövetővel kapcsolatban. A helyszínről távozva Will egy kisfiúra bukkan a házak között, akit üldözni kezdene, ám ekkor egy motoros száguld el mellette, aki láthatóan szintén a fiút követi. Ezután egy autó üti el Willt, és valamivel később a kórházban tér magához. Részt vesz az állítólagos elkövető azonosításán, ahol az első áldozat lánya azonosítja a gyilkost, de Will látja, hogy a nő hazudik. Kavanaugh nem hisz neki.
A hullaházban Dr. Helen Magnus a két meggyilkolt rendőr holttesét vizsgálja, a város egy sötét negyedében pedig John Druitt némi információ megszerzése után meggyilkol egy prostituáltat. Hazafelé tartva Will-t megszólítja az utcán Dr. Magnus, és lehetőséget kínál neki a teljes igazság megismeréséhez. Ezalatt az utcán tovább folyik az üldözés, a motoros ruha alatt rejtőző Ashley Magnus egyre közelebb kerül a fiúhoz.
Will élete a magánélet terén sem alakul túl jól, ezért felhívja Dr. Magnust, aki körbevezeti őt a Menedékben. Ő megrémül, de egyszerre csodálja is az abnormális lények világát, ám elég nehezen dolgozza fel tapasztalatait. Ennek ellenére elkíséri Magnust a metróalagutak mélyére, ahol Ashley a fiú nyomára bukkant. Sikerül elkábítaniuk és a Menedékbe vinni a fiút, ahol Willnek a megérzéseire és bátorságára egyaránt szüksége van, hogy megnyerje a bizalmát, és ezzel az önvédelmi célokat szolgáló ellenséges nyúlványt is megszelídítse.
Ashley közben a fegyverbeszállítójukhoz, Sylviohoz tart. John Druitt is feltűnik, majd a lánnyal vívott küzdelem során sikerült elkábítaniuk. A Menedékben Druitt magához tér, túszul ejti Ashleyt, és az egyik abnormális cellájába teleportál vele, hogy Helen vérét megszerezze. Dr. Magnus azonban nem azt adja neki, amit akart, így Druitt fájdalmak közepette elteleportál. Will és Nagyfiú ezalatt megmenti a lányt, akit elég súlyosan megsebesített a szörny.
Az epizód végén Dr. Magnus és Dr. Zimmerman újra leül beszélgetni. Will teljes őszinteséget kér Dr. Magnustól, ahhoz, hogy az állást elfogadja, lévén, hogy egész élete hazugságban telt anyja meggyilkolásával kapcsolatban. Helentől megtudja, hogy a doktornő maga is ott volt, amikor egy abnormális megölte Will anyját, ám csak a fiút tudta megmenteni. Ezzel az is kiderül, hogy Helen idősebb, mint az normális lenne, a doktornő 157 éves. Ezután az utolsó titkok is lelepleződnek: Ashley Dr. Magnus és John Druitt lánya, Druitt pedig Dr. Magnus első páciense volt, a hírhedt Hasfelmetsző Jack.

## Fogadtatás
A sorozat bevezető epizódja(i) 2.2, vagyis a legmagasabb értéket kapta meg a SyFy-tól (Sci Fi Channel) a 2006-os Eureka című sci-fi sorozat óta. Ez az érték több mint 2,7 millió nézőt jelent, 1,08 millió 18-49 év közötti felnőtt népességet, és 1,4 millió 25-54 év közötti felnőtt népességet. Ezzel a Sanctuary – Génrejtek az elsőszámú kábel csatornás műsor lett a 25-54 év közötti felnőtt népesség körében, és a negyedik legjobb műsor a 18-49 évesek között. Ez az értékelés a webepizódok nézettségét is felvitte egészen 1,2 milliós nézőszámig. Az Egyesült Királyságban az ITV4 által sugárzott műsor mind a két említett korcsoport véleménye alapján bekerült a tíz legjobb műsor közé az műsorra kerülés első két hetében. Az első részt 565 ezren látták, míg a második részt még többen, 608 ezren.
A bevezető epizód kritikái jellemzően pozitívak voltak, bár a kritikusok több összehasonlítást is tettek a Sanctuary és más olyan science fiction sorozatok között, mint a Primeval és a Torchwood, mint ahogyan összehasonlításokat tettek Dr. Will Zimmerman és Dr. Daniel Jackson (Csillagkapu) között is. Jason Hughes a TV Squadtől azt írta, az epizód a „Sci Fi [Channel] egyik napjainkban legjobban beharangozott premiere volt”, valamint hogy „nagyszerű munkát végeztek a webepizódok részeinek beleolvasztásával”. Hughes a forgatások során használt green screen technikát is visszahangzó sikernek titulálta, bár úgy érezte, hogy néhány jelenet kissé lelassította az epizódot. Mark Wilson (about.com) szerint az írók és a stáb közötti összhang ígéretesnek néz ki, és hogy Robin Dunne az a szereplő, aki „igazán vonzza a nézőket a Sanctuary világába. Azonnal megkedvelhető, intellektuális szempontból tehetséges, anélkül hogy elkedvtelenítő lenne”. Dunne mellett a további szereplők is nagyon nézőcsalogatók voltak, többek között a Csillagkapu (Amanda Tapping, Christopher Heyerdahl, Kavan Smith), a Csillagközi romboló (Kandyse McClure), a Flash Gordon (Panou) vagy a 4400 (Cainan Wiebe) sztárjai.
Tony Ireland Mell (IGN) szerint a történet érdekes és produkciós szempontból nagyon jól elkészített, bár bírálta a kissé lassú iramot. A pozitívumokkal ellentétben Brian Lowry a Variety Magazinetól azt mondta, a bevezető epizód „lapos” volt, sőt állítása szerint „a világon senkit sem fog tűzbe hozni”.
A bevezető epizód vizuális effektjeit három díjra is jelölték, melyből egyet, a Gemini-díjat nyerte meg 2009-ben. A Leo-díjat a Csillagkapu: Atlantisz Első találkozás című epizódja ellen, a Primetime Emmy-díjat a Hősök ellen nem sikerült megszereznie.

## Érdekességek
- Az első két epizódot Amerikában egyetlen két órás részben sugározták.
- Az első epizód a webepizódok első két részének újraforgatása, a második pedig a webepizódok 3. és 4. részéből áll össze.